# 크바스
크바스(kvass)는 발트해 연안 국가와 동유럽 전역에 퍼진 저알코올 음료다.
호밀과 보리를 발효시켜 만든다. 또 각 가정에 있는 흑빵과 효모를 원료로 간편하게 만든다. 알코올 도수는 1% ~ 5%이다.
토마토, 오이, 양파 등의 야채, 햄 등과 크바스를 넣어  오크로슈카라는 러시아 요리의 일종인 수프를 만들어 먹기도 한다.

## 이름
크바스는 동유럽의 많은 언어에서 ‘크바스’로 불린다.(러시아어: квас, 루마니아어: cvas, 라트비아어: kvass, 벨라루스어: квас, 세르비아어: квас/kvas, 우크라이나어: квас/хлібний, 폴란드어: kwas chlebowy, 헝가리어: kvasz) 그밖에 칼리(에스토니아어: kali), 칼랴(핀란드어: kalja), 기라(리투아니아어: gira), 브뢰드리카(스웨덴어: bröddricka) 등으로 불린다.

## 같이 보기
- 보자 (음료)
- 치차